# Аппий Клавдий Пульхр (консул 212 года до н. э.)
Аппий Клавдий Пульхр (лат. Appius Claudius Pulcher; умер в 211 году до н. э.) — римский военачальник и политический деятель из патрицианского рода Клавдиев, консул 212 года до н. э. Участник Второй Пунической войны.

## Происхождение
Аппий Клавдий принадлежал к одному из самых знатных патрицианских семейств Рима, имевшему сабинское происхождение. Он был внуком Аппия Клавдия Цека и сыном Публия Клавдия Пульхра, консула 249 года до н. э., виновника крупного морского поражения во время Первой Пунической войны. Публий был первым носителем когномена Пульхр (Pulcher — «красивый»).
В довольно близком родстве Аппий Клавдий состоял с младшей ветвью рода — Клавдиями Неронами. Консул 207 года до н. э. Гай и консул 202 года Тиберий приходились ему двоюродными племянниками.

## Биография

### Ранние годы
Вся карьера Аппия Клавдия пришлась на Вторую Пуническую войну. Тит Ливий говорит в связи с событиями 216 года до н. э., что Пульхр «недавно» был курульным эдилом; поэтому эдилитет датируют 217 годом до н. э. В битве при Каннах (2 августа 216 года до н. э.) Аппий Клавдий был военным трибуном. После разгрома он оказался в числе уцелевших, собравшихся в Канузии, и здесь был выбран одним из двух командиров — наряду с Публием Корнелием Сципионом (впоследствии Африканским). Узнав о том, что консул Гай Теренций Варрон спасся, Сципион и Пульхр наладили с ним связь. Вскоре Варрон привёл свой отряд в Канузий и принял командование.

### На Сицилии
В 215 году до н. э. Аппий Клавдий стал претором и наместником Сицилии. Известно, что он пытался внезапным ударом из Мессаны занять Локры и разгромить только что прибывшее из Африки подкрепление для карфагенян под командованием Бомилкара, но ничего не добился.
Вскоре произошла смена власти в Сиракузах, сохранявших тогда независимость от Рима. Юный царь Гиероним заключил союз с Ганнибалом; Пульхр направил к царю одно за другим два посольства, которые встретили недружелюбный приём. Требования Гиеронима о возврате всех даров его деда, Гиерона II, и расширении Сиракузского царства до реки Гимера означали разрыв отношений. Царь вскоре был убит, но после острой внутриполитической борьбы Сиракузы всё же вступили в войну на стороне Карфагена. В Риме ситуацию сочли настолько серьёзной, что прислали на остров одного из консулов 214 года до н. э. — Марка Клавдия Марцелла; Аппий Клавдий стал его подчинённым с полномочиями пропретора.
В 213 году до н. э. римляне осадили Сиракузы. Пульхр руководил осадой со стороны суши, а Марцелл — со стороны моря. Две попытки взять город штурмом закончились полным поражением из-за мощи укреплений и машин, сконструированных Архимедом: римляне всякий раз попадали под интенсивный обстрел и отступали с большими потерями. В конце года Аппий Клавдий уехал в Рим, чтобы выдвинуть свою кандидатуру на консульских выборах.

### Бои за Капую
Выборы магистратов на 212 год до н. э. организовывал диктатор Гай Клавдий Центон, дядя Пульхра. Последний был избран консулом вместе с Квинтом Фульвием Флакком, для которого это был уже третий консулат.
Деятельность консулов этого года была связана с городом Капуя, являвшемся главным союзником Карфагена в Италии. Пульхр и Флакк объединили свои армии и подошли к стенам Капуи; на помощь городу пришёл сам Ганнибал, давший римлянам большое сражение, в котором ни одна из сторон не добилась успеха. В разгар схватки вдали показался отряд Гнея Корнелия Лентула, который и римляне, и карфагеняне приняли за помощь своему противнику. В результате бой был прекращён. После этого консулы решили, что слишком рискуют, соглашаясь на открытое столкновение, и той же ночью ушли от Капуи разными путями. Аппий Клавдий двинулся в Луканию, и именно его Ганнибал выбрал для преследования. Позже оба консула вернулись к Капуе, организовали вокруг неё три укреплённых пункта, а потом перешли к непосредственной осаде, окружив город двойным рвом и валом. Ганнибал до конца 212 года до н. э. ничего не сделал, чтобы помочь союзникам.
Полномочия Пульхра и Флакка были продлены на следующий год, и их задачей стало взять Капую. Защитники города предпринимали активные вылазки, в которых их конница обладала явным перевесом до тех пор, пока Флакк и Пульхр не приказали кавалеристам сажать за собой специально обученных велитов, которые при сближении с противником соскакивали с лошадей и начинали обстрел. Ганнибал снова пришёл на помощь союзникам; в сражении Аппию Клавдию пришлось отбиваться от капуанцев, тогда как Флакк противостоял карфагенянам. Воины Пульхра оттеснили врага к городским воротам, но проконсул был тяжело ранен в схватке — копьём под левое плечо.
Ганнибал, чтобы отвлечь часть римской армии от Капуи, двинулся на Рим. Квинт Фульвий с 16 тысячами воинов ушёл на защиту родного города, в то время как Пульхр остался под Капуей. После того, как Флакк вернулся, капуанцы, понимая тщетность сопротивления, капитулировали. После входа римских войск в город были арестованы 53 видных сторонника союза с Карфагеном. Между проконсулами разгорелся спор о том, как с ними поступить: Пульхр предлагал предоставить решение римским сенаторам, а Флакк — беспощадно расправиться на месте. Последний взял ситуацию в свои руки и организовал казни в Теане и Калах.
Вскоре после этих событий Аппий Клавдий скончался от раны.

## Потомки
У Аппия Клавдия было трое сыновей, причём все они достигли консулата. Аппий Клавдий Пульхр был консулом в 185 году до н. э., Публий — в 184 году, Гай — в 177 году. Кроме того, у Аппия была дочь, жена Пакувия Калавия.